# Coupe d'Europe des vainqueurs de coupe masculine de handball 1997-1998
Navigation
Coupe des Coupes 1996-1997 Coupe des coupes 1998-1999
La Coupe d'Europe des vainqueurs de coupe masculine de handball 1997-1998 est la 23e édition de la Coupe d'Europe des vainqueurs de coupe masculine de handball.
Organisée par la Fédération européenne de handball (EHF), la compétition est ouverte à 33 clubs de handball d'associations membres de l'EHF. Ces clubs sont qualifiés en fonction de leurs résultats dans leur pays d'origine lors de la saison 1996-1997.
Elle est remportée par le club espagnol du Caja Cantabria Santander, vainqueur en finale du club allemand du HSG Dutenhofen/Münchholzhausen.

## Résultats

### Premier tour
| Équipe 1       | Score   | Équipe 2       | Aller | Retour |
| -------------- | ------- | -------------- | ----- | ------ |
| Latsia Nicosie | 35 – 68 | Arkatron Minsk | 16-29 | 19-39  |

### Seizièmes de finale
| Équipe 1                       | Score   | Équipe 2                 | Aller | Retour |
| ------------------------------ | ------- | ------------------------ | ----- | ------ |
| HC Linz AG                     | 49 – 65 | Caja Cantabria Santander | 28-32 | 21-33  |
| HRK Karlovac                   | 50 – 59 | HC Kovopetrol Plzen      | 26-24 | 24-35  |
| RK Železničar Niš              | 46 – 47 | GOG Gudme                | 24-19 | 22-28  |
| Athinaïkós                     | 47 – 58 | ŠKP Bratislava           | 25-25 | 22-33  |
| Viking Stavanger               | 58 – 27 | CC Ortigia Siracusa      | 29-13 | 29-14  |
| Elgorriaga Bidasoa             | 58 – 37 | Arkatron Minsk           | 38-17 | 20-20  |
| Sporting Neerpelt              | 47 – 65 | TSV St. Otmar Saint-Gall | 25-35 | 22-30  |
| Jurmalas PSK Riga              | 53 – 65 | Tel Aviv Uni Sports Club | 24-29 | 29-36  |
| RK Gorenje Velenje             | 70 – 54 | Université de Šiauliai   | 36-31 | 34-23  |
| Polyot Tcheliabinsk            | 53 – 45 | US Créteil               | 26-21 | 27-24  |
| HC Berchem                     | 42 – 60 | E&O Emmen                | 16-31 | 26-29  |
| IF Guif Eskilstuna             | 56 – 54 | RK Vardar Skopje         | 28-25 | 28-29  |
| ASKI Ankara                    | 54 – 38 | HK Lokomotiv Varna       | 25-17 | 29-21  |
| Wisła Płock                    | 37 – 52 | Elektromos Budapest      | 20-27 | 17-25  |
| ZTR Zaporijia                  | 49 – 54 | Sporting CP Lisbonne     | 25-31 | 24-23  |
| HSG Dutenhofen/Münchholzhausen | 57 – 39 | Steaua Bucarest          | 30-20 | 27-19  |

### Huitièmes de finale
| Équipe 1                       | Score   | Équipe 2                 | Aller | Retour |
| ------------------------------ | ------- | ------------------------ | ----- | ------ |
| Caja Cantabria Santander       | 51 – 44 | HC Kovopetrol Plzen      | 32-21 | 19-23  |
| GOG Gudme                      | 61 – 40 | ŠKP Bratislava           | 33-18 | 28-22  |
| Elgorriaga Bidasoa             | 49 – 57 | Viking Stavanger         | 30-31 | 19-26  |
| TSV St. Otmar Saint-Gall       | 71 – 48 | Tel Aviv Uni Sports Club | 34-26 | 37-22  |
| Polyot Tcheliabinsk            | 54 – 41 | RK Gorenje Velenje       | 32-15 | 22-26  |
| IF Guif Eskilstuna             | 62 – 47 | E&O Emmen                | 33-18 | 29-29  |
| Elektromos Budapest            | 65 – 49 | ASKI Ankara              | 32-28 | 33-21  |
| HSG Dutenhofen/Münchholzhausen | 50 – 46 | Sporting CP Lisbonne     | 24-16 | 26-30  |

### Quarts de finale
| Équipe 1                 | Score   | Équipe 2                       | Aller | Retour |
| ------------------------ | ------- | ------------------------------ | ----- | ------ |
| Caja Cantabria Santander | 47 – 43 | GOG Gudme                      | 26-18 | 21-25  |
| TSV St. Otmar Saint-Gall | 53 – 53 | Viking Stavanger               | 30-24 | 23-29  |
| Polyot Tcheliabinsk      | 45 – 44 | IF Guif Eskilstuna             | 26-20 | 19-24  |
| Elektromos Budapest      | 38 – 40 | HSG Dutenhofen/Münchholzhausen | 22-18 | 16-22  |

### Demi-finales
| Équipe 1                       | Score   | Équipe 2                 | Aller | Retour |
| ------------------------------ | ------- | ------------------------ | ----- | ------ |
| Viking Stavanger               | 46 – 51 | Caja Cantabria Santander | 25-25 | 21-26  |
| HSG Dutenhofen/Münchholzhausen | 58 – 41 | Polyot Tcheliabinsk      | 26-13 | 32-28  |

### Finale
| Équipe 1                 | Score   | Équipe 2                       | Aller | Retour |
| ------------------------ | ------- | ------------------------------ | ----- | ------ |
| Caja Cantabria Santander | 66 – 39 | HSG Dutenhofen/Münchholzhausen | 30-15 | 36-24  |

## Les champions d'Europe
| Vainqueur de la Coupe d'Europe des vainqueurs de coupe 1997-1998 Caja Cantabria Santander 2e titre |

L'effectif du Caja Cantabria Santander était :
| Gardiens de but - Jaume Fort - José Antonio Peg - Luis Ángel García Pivots - Gustavo Alonso - Andreas Ratsner | Arrières - Mikhaïl Iakimovitch - Mariano Ortega - Miguel Ángel Díaz Demi-centres - Chechu Fernández Oceja - Salvador Esquer | Ailiers - Rodrigo Reñones - Alberto Urdiales - Juan Domínguez - Santiago Urdiales Entraîneur - Valentín Pastor |